# 巴拉加縣
巴拉加縣（英語：Baraga County）是美國密歇根州上半島西北部的一個縣，位於蘇必利爾湖基威諾灣南岸。面積2,678平方公里。根據美國2000年人口普查，共有人口8,746人。縣治蘭斯。
成立於1875年2月19日。縣名紀念向印第安人傳教的天主教主教腓特烈·巴拉加（Irenej Friderik Baraga）。